# مديرية مناخة

تعديل مصدري - تعديل

مديرية مناخة إحدى مديريات محافظة صنعاء اليمنية. بلغ عدد سكانها 78932 نسمة عام 2004.

## العزل

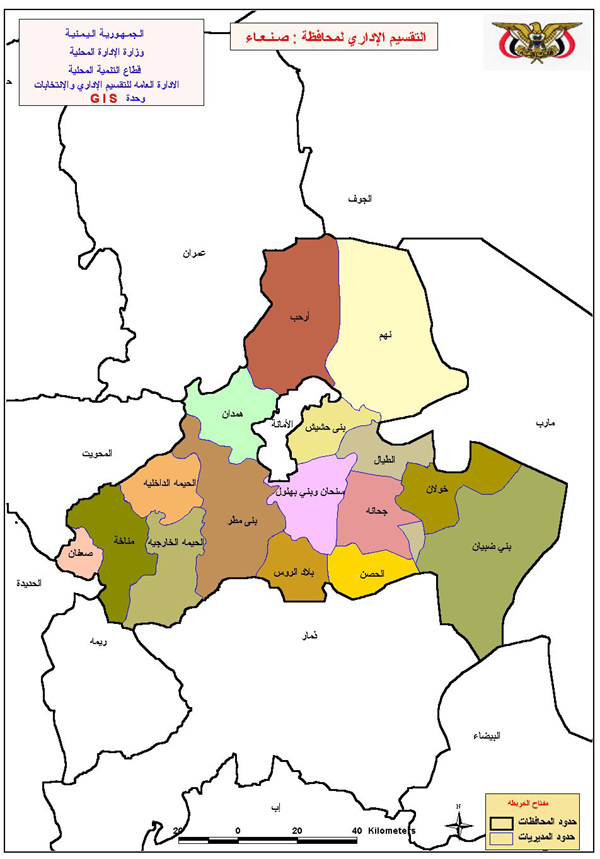
موقع مديرية مناخة في محافظة صنعاء

عزل المديرية:
1. مناخة
2. دعوة
3. بني حسن وحسين
4. بني برة
5. بني اسحاق
6. بني إسماعيل
7. الاغمور
8. السدس وبني عطاء
9. بني خطاب
10. المغارب العليا
11. المغارب السفلى
12. حصبان
13. لهاب
14. اليعابر
15. الثلث
16. بني مقاتل
17. هوزان
18. مسار

## الموقع
تقع مديرية مناخة في الجزء الغربي المحاذي لمحافظة المحويت وهي ضمن مكونات القطاع الغربي وتبعد عن مركز محافظة صنعاء (120) كيلو متراً تقريباً.
الحدود:-
يحد المديرية شمالاً: مديريتى (الرجم ، بني سعد، التابعة لمحافظة المحويت).
وشرقاً: (مديريتى الحيمة الداخلية، الحيمة الخارجية).
وجنوباً: (مديرية بلاد الطعام التابعة لمحافظة ريمه)
وغرباً: (مديرية صعفان)، (ومديرية الحجيله التابعة لمحافظة الحديدة)، (مديرية بني سعد التابعة لمحافظة المحويت).

## المعالم السياحية
تعتبر مدينة مناخة التي تبعد عن مركز المحافظة بمسافة (120) كم من أهم وابرز المعالم السياحية في المحافظة نتيجة لطابعها المعماري المميز ومبانيها المشيدة على قمم جبالها الشاهقة والتي تجعلها تبدو وكأنها معلقة في السماء ويكمن جمالها في انها تطل على المناظر الطبيعية والمدرجات الزراعية وبها مزارات الطائفة الإسماعيلية سيما وقد اتخذها الصليحيون أيام الدولة الصليحية مركزاً رئيسياً للدعوة الإسماعيلية والمناطق المحيطة بها وخاصة جبل مسار.

## المعالم الأثرية والتأريخية
قرية الهجرة وتعتبر من القرى الشاهقة المبنية على قمة أحد جبال مناخة ومن أهم المزارات السياحية في المحافظة لتميز طابعها المعماري الفريد، ولما يتوفر فيها من خدمات سياحية وفندقية، وأسواق التحف والحرف اليدوية إضافة إلى ما تتميز به من موروث شعبي، كما يعتبر حصن الهجرة من أبرز معالمها الأثرية.

## الأودية
وادي الحمام وهو أشهر وديانها ويقع بالشرق منها - ووادي ديان ويقع في الشمال منها ووادي العصبة الواقع شمال منطقة مسار ووادي النشامه ووادي سهام ووادي عصام – ووادي علي الاغمور. .